# Crandon (hrabstwo Forest)
Crandon – miejscowość w Stanach Zjednoczonych, w stanie Wisconsin, w hrabstwie Forest.